# Mariano Ferrer Ruiz
Mariano Ferrer Ruiz   (Sant Sebastià, 11 de setembre de 1939 - 14 de juliol de 2019) va ser un periodista i locutor de ràdio basc. Va ser un dels fundadors i directors del diari Egin.
Des dels anys 70 va esdevenir un referent periodístic al País Basc i un respectat comentarista polític. Entre 1971 i 1977 va ser subdirector de Radio Popular de San Sebastián i el 1977 va ser el primer director del diari Egin.
Destaca en la seva activitat periodística un alt grau d'independència política, encara que els seus crítics el consideraven escorat cap a l'esquerra abertzale. Tot i això va ser molt crític amb aquest moviment polític i especialment amb l'activitat d'ETA.
Va destacar per la seva activitat com a portaveu de la Plataforma 18/98+ contra el polèmic Sumari 18/98 que l'Audiència Nacional va instruir contra diverses institucions del País Basc, a les que acusava de simpatitzar amb l'activitat d'ETA. També va ser un dels entrevistats en el documental La pelota basca de Julio Medem (2003).
Després de la seva jubilació va publicar dos llibres: Derechos, libertades y razón de Estado (1996-2005) (2005), sobre els processos judicials contra l'esquerra abertzale i una recopilació d'articles d'opinió titulada Mariano Ferrer, lo que dije y digo (2011). El 2017 va ser guardonat amb el premi Periodista Basc.